# Cratere Fausta
Fausta è un cratere sulla superficie di 4 Vesta.